# Pseudotrochalus iridescens
Pseudotrochalus iridescens är en skalbaggsart som beskrevs av Frey 1974. Pseudotrochalus iridescens ingår i släktet Pseudotrochalus och familjen Melolonthidae. Inga underarter finns listade i Catalogue of Life.